# Jean-Jean la terreur
Pour les articles homonymes, voir Jean-Jean.
Jean-Jean la terreur est le premier album de la série Donjon Monsters, situé au niveau -4 de la saga Donjon, dessiné par Mazan, écrit par Lewis Trondheim et Joann Sfar, mis en couleur par Walter et publié en mai 2001.

## Résumé
Cinq monstres sont propriétaires d'une auberge perdue dans une immense forêt. Ils attendent depuis une éternité des « clients » qu'ils pourraient dévorer. Un jour, un homme d'affaires nommé Guillaume de la Cour, arrive chez eux. Il est immédiatement fait prisonnier. Alors qu'il vient de convaincre les cannibales de ne pas le manger, des soldats arrivent dans la masure pour les arrêter. S'ensuit une bataille dans laquelle l'un des cinq amis meurt et l'auberge brûle. Ayant tout perdu, ils consentent à suivre Guillaume de la Cour jusqu'au Donjon, paradis des monstres. L'homme d'affaires espère lui se servir d'eux pour régler ses problèmes financiers.